# Mekongkwikstaart
De mekongkwikstaart (Motacilla samveasnae) is een zangvogel uit de familie Piepers en kwikstaarten. De vogel werd in 2001 als nieuwe soort beschreven in het Bulletin of the British Ornithologists' Club.

## Taxonomie
De vogel werd in 1972 verzameld en in 1991 zelfs gebruikt voor het maken van illustraties van de ondersoort van de witte kwikstaart (M. alba alboides) uit het Himalayagebied, waarvan bekend is dat ze in Zuidoost-Azië overwinteren. Toen werd ontdekt dat deze kwikstaart in het stroomgebied van de Mekong broedde, werd rond de eeuwwisseling nader onderzoek uitgevoerd. In 2001 verscheen een uitgebreide, wetenschappelijke en daarom geldige beschrijving van een nieuwe soort kwikstaart.

## Kenmerken
De vogel is 17 tot 17,5 cm lang en lijkt sterk op een ondersoort  van de witte kwikstaart. Het mannetje heeft een zwarte rug. Kenmerkend is de lange witte wenkbrauwstreep van de verder zwart gekleurde kop.

## Verspreiding en leefgebied
Deze soort komt voor in de Mekongdelta van noordoostelijk Cambodja en zuidelijk Laos. De leefgebieden liggen in brede laaglandrivieren op rotsige, begroeide eilandjes in het stroomgebied waarin verder grindbedden en spaarzame begroeiing van struiken is te vinden. Bebost gebied wordt vermeden.

## Status
De grootte van de wereldpopulatie werd in 2020 geschat op 6.000-15.000 volwassen dieren. Deze kwikstaart gaat in aantal achteruit door habitatverlies door de aanleg van dammen. Om deze redenen staat de soort als gevoelig op de Rode Lijst van de IUCN.